# Эшкин, Артур
А́ртур Э́шкин (англ. Arthur Ashkin; 2 сентября 1922, Нью-Йорк — 21 сентября 2020, Рамсон, Нью-Джерси), также А́ртур А́шкин — американский физик, изобретатель, пионер в области создания оптических ловушек, развитие которых привело к управлению атомами, молекулами и биологическими клетками. Помимо оптического пинцета, известен исследованиями в областях фоторефракции, генерации второй гармоники и нелинейной оптики в волокнах. Лауреат Нобелевской премии по физике за 2018 год.

## Биография
Родился в бруклинском районе Кони-Айленд и вырос во Флэтбуше в семье еврейских эмигрантов из Восточной Европы: его отец, уроженец Одессы Исидор Ашкин (Ашкинази) (1891—1961), эмигрировал вместе с братом из Киева в 1909 году; мать, Анна Ашкин (в девичестве Фишман, 1895—1984), — из Восточной Галиции (Австро-Венгерская империя, ныне Украина). Его брат Джулиус Эшкин (1920—1982) также был физиком, известным работами в области элементарных частиц и конденсированных сред (модель Эшкина — Теллера), участвовал в Манхэттенском проекте. Отец управлял зубоврачебной лабораторией на Нижнем Ист-Сайде.
После окончания средней школы имени Джеймса Мэдисона (1940) учился в Колумбийском университете, где одновременно — будучи призванным на воинскую службу во время Второй мировой войны — принимал участие в проекте по созданию магнетронов для военных радарных установок. По словам самого Эшкина, в этом проекте вместе с ним участвовали как минимум три будущих нобелевских лауреата. После службы в 1947 году продолжил обучение на отделении ядерной физики Корнеллского университета, где в 1952 году защитил диссертацию и получил степень доктора философии по физике.
С 1952 года работал научным сотрудником в компании Lucent Technologies (позже вошла в Bell Telephone Laboratories) в Мюррэй-Хилле (Нью-Джерси) под руководством Сидни Миллмана (англ. Sidney Millman, 1904—2006), сначала в области микроволнового излучения, затем мазерной и с 1961 года лазерной техники (в 1963—1987 годах — заведующий отделом нелинейной оптики, впоследствии переименованном в лазерный отдел). В 1967 году был переведён в другую лабораторию Bell Laboratories в Холмдейле, где занялся разработкой лазерных ловушек. В 1978 году изобрёл оптический пинцет.
Артур Эшкин является автором многих исследовательских работ и 47 патентов. В 1996 году он был избран в члены Национальной академии наук США. Стивен Чу развил метод Эшкина для охлаждения атомов в оптической ловушке, за что получил в 1997 году Нобелевскую премию по физике.
В 1992 году, после 40-летней карьеры, в течение которой он внёс вклад во многие области экспериментальной физики, Эшкин уволился из Bell Labs и вышел на пенсию, но продолжил участвовать в работе лаборатории до её закрытия в 2006 году. Будучи на пенсии, продолжал экспериментальную работу в подвале собственного дома в Рамсоне (Нью-Джерси), где жило большинство сотрудников Bell Labs в период расцвета компании. В последние годы сосредоточился на разработке методов концентрации солнечной энергии и в 2009—2015 годах получил несколько патентов.
В 2018 году, в возрасте 96 лет, стал старейшим лауреатом Нобелевской премии, однако уже в 2019 году его обошёл лауреат премии по химии Джон Гуденаф, которому на момент присуждения было 97 лет.

## Личная жизнь
Жена, с которой он познакомился во время учёбы в Корнеллском университете, — учитель химии Элин Эшкин (род. 1932). У них трое детей и пять внуков. Сын — Майкл Эшкин (род. 1955), профессор и заведующий отделением искусств Колледжа архитектуры, искусства и планирования Корнеллского университета.

## Награды
- Премия по квантовой электронике IEEE (1987)
- Премия Таунса (1988)[29]
- Премия Ранка (1993)
- Медаль Фредерика Айвса (1998)
- Премия Харви (2004)[30].
- Нобелевская премия по физике (2018) (1/2 премии)

## Избранные публикации
- Ashkin A., Boyd G.D., Dziedzic J.M., Smith R.G., Ballman A.A., Levinstein J.J., Nassau K. Optically‐induced refractive index inhomogeneities in LiNbO3 and LiTaO3 // Applied Physics Letters. — 1966. — Vol. 9. — P. 72-74. — doi:10.1063/1.1754607.
- Ashkin A. Acceleration and Trapping of Particles by Radiation Pressure // Physical Review Letters. — 1970. — Vol. 24. — P. 156-159. — doi:10.1103/PhysRevLett.24.156.
- Ashkin A., Dziedzic J.M. Optical Levitation by Radiation Pressure // Applied Physics Letters. — 1971. — Vol. 19. — P. 283-285. — doi:10.1063/1.1653919.
- Эшкин А. Давление лазерного излучения // Успехи физических наук. — 1973. — Т. 110. — P. 101-114. — doi:10.3367/UFNr.0110.197305d.0101.
- Ashkin A. Trapping of Atoms by Resonance Radiation Pressure // Physical Review Letters. — 1978. — Vol. 40. — P. 729-732. — doi:10.1103/PhysRevLett.40.729.
- Chu S., Hollberg L., Bjorkholm J.E., Cable A., Ashkin A. Three-dimensional viscous confinement and cooling of atoms by resonance radiation pressure // Physical Review Letters. — 1985. — Vol. 55. — P. 48-51. — doi:10.1103/PhysRevLett.55.48.
- Ashkin A., Dziedzic J.M., Bjorkholm J.E., Chu S. Observation of a single-beam gradient force optical trap for dielectric particles // Optics Letters. — 1986. — Vol. 11. — P. 288-290. — doi:10.1364/OL.11.000288.
- Ashkin A., Dziedzic J.M., Yamane T. Optical trapping and manipulation of single cells using infrared laser beams // Nature. — 1987. — Vol. 330. — P. 769-771. — doi:10.1038/330769a0.
- Ashkin A., Dziedzic J.M. Optical trapping and manipulation of viruses and bacteria // Science. — 1987. — Vol. 235. — P. 1517-1520. — doi:10.1126/science.3547653.
- Ashkin A. Forces of a single-beam gradient laser trap on a dielectric sphere in the ray optics regime // Biophysical Journal. — 1992. — Vol. 61. — P. 569-582. — doi:10.1016/S0006-3495(92)81860-X.
- Ashkin A. Optical trapping and manipulation of neutral particles using lasers // Proceedings of the National Academy of Sciences. — 1997. — Vol. 94. — P. 4853-4860. — doi:10.1073/pnas.94.10.4853.
- Ashkin A. History of optical trapping and manipulation of small-neutral particle, atoms, and molecules // IEEE Journal of Selected Topics in Quantum Electronics. — 2000. — Vol. 6. — P. 841-856. — doi:10.1109/2944.902132.
- Ashkin A. Optical Trapping and Manipulation of Neutral Particles Using Lasers. — World Scientific, 2006. — 940 p.